# Yusef Abu-Zaid
Yusef Abu-Zaid (3 de mayo de 1972) es un deportista jordano que compitió en taekwondo. Ganó una medalla de bronce en los Juegos Asiáticos de 1994, y una medalla de bronce en el Campeonato Asiático de Taekwondo de 1990.

## Palmarés internacional
| Juegos Asiáticos    | Juegos Asiáticos  | Juegos Asiáticos  | Juegos Asiáticos |
| Año                 | Lugar             | Medalla           | Categoría        |
| ------------------- | ----------------- | ----------------- | ---------------- |
| 1994                | Hiroshima (Japón) | Medalla de bronce | –70 kg           |
| Campeonato Asiático |                   |                   |                  |
| Año                 | Lugar             | Medalla           | Categoría        |
| 1990                | Taipéi (Taiwán)   | Medalla de bronce | –70 kg           |